# Johnnie E. Wilson

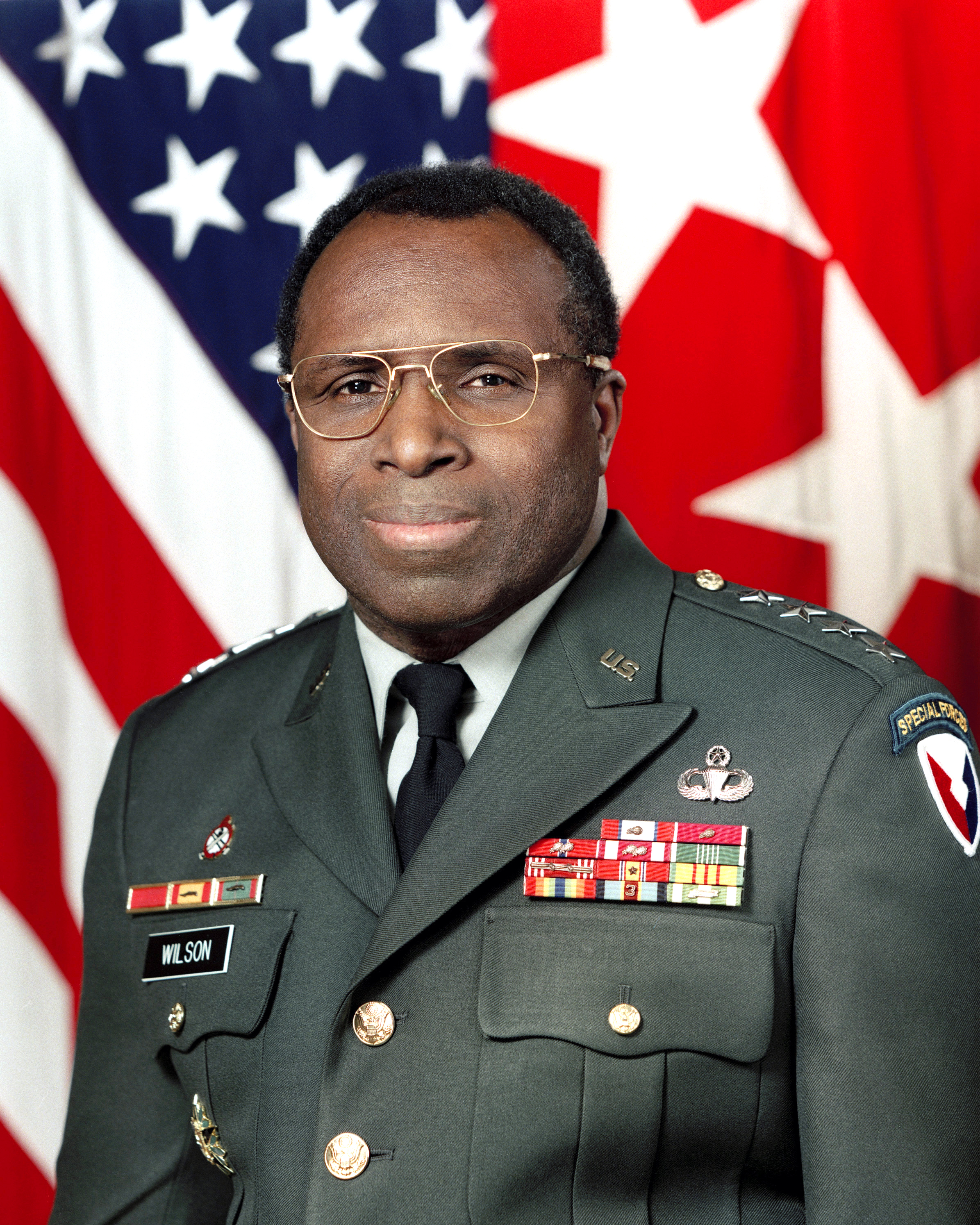
Johnnie E. Wilson (1996)

Johnnie Edward Wilson (* 4. Februar 1944 in Baton Rouge, East Baton Rouge Parish, Louisiana) ist ein pensionierter Viersterne-General der United States Army.
Johnnie Wilson wurde zwar in Louisiana geboren wuchs aber in Lorain in Ohio auf. Nach seiner Schulzeit trat er im Jahr 1961 als einfacher Soldat der United States Army bei, in der er bis zum Feldwebel bzw. Oberfeldwebel (Staff Sergeant) aufstieg. Mitte der 1960er Jahre absolvierte er die Officer Candidate School in der er zum Offizier ausgebildet wurde. Nach seinem im Jahr 1967 erfolgten Abschluss wurde er als Leutnant dem Ordnance Corps zugeteilt. In der Armee durchlief er anschließend alle Offiziersränge bis zum Vier-Sterne-General.
In seiner nun folgenden langen Karriere als Offizier absolvierte Wilson verschiedene Kurse, Schulungen und andere Weiterbildungseinrichtungen. Dazu gehörten unter anderem die University of Nebraska Omaha, das Florida Institute of Technology, der Ordnance Officer Basic Course, der Ordnance Officer Advanced Course, das Command and General Staff College sowie das damalige Industrial College of the Armed Forces, das heute als Dwight D. Eisenhower School for National Security and Resource Strategy bekannt ist.
Wilson führte als Offizier Kommandos auf fast allem militärischen Ebenen. So war er unter anderem mehrfach Kompanieführer unter anderem bei der 82. Luftlandedivision. Mit der 173. Luftlandebrigade nahm er in den Jahren 1969 und 1970 am Vietnamkrieg teil. Anschließend tat er an verschiedenen Standorten in den Vereinigten Staaten aber auch in Deutschland bei verschiedenen Einheiten Dienst. Dabei war er sowohl als Bataillonskommandeur als auch als Stabsoffizier tätig. Unter anderem war er stellvertretender Kommandeur des 21st Theater Sustainment Commands (21st TSC) in Kaiserslautern das dem Großverband USAREUR in Heidelberg unterstand. Später kommandierte er den 13th Sustainment Command in Fort Hood in Texas.
Im weiteren Verlauf seiner Karriere wurde er Stabschef beim United States Army Materiel Command (AMC). Von 1990 bis 1992 hatte er die Leitung des Ordnance Corps inne. Zwischen 1994 und 1996 war er im Heeresministerium Stabschef für Logistik (Deputy Chief of Staff for Logistics, DCSLOG). Am 27. März 1996 übernahm Johnnie Wilson als Nachfolger von Leon E. Salomon das Kommando über den United States Army Materiel Command. Diese Stelle bekleidete er bis 1999. Nachdem er sein Kommando an John G. Coburn übergeben hatte, ging er in den Ruhestand.
In seinem Ruhestand wurde Johnnie Wilson unter anderem Präsident der Firma Dimensions International, Inc. Er wurde auch Vorstandsmitglied verschiedener anderer Firmen und Banken und ist Vorstandsmitglied der Army Scholarship Foundation. Im Juli 2022 schloss er sich einer Gruppe früherer Offiziere der amerikanischen Streitkräfte an, die das Verhalten des damaligen Präsidenten Donald Trump während des Sturms auf das Kapitol am 6. Januar 2021 verurteilten. Wilson ist mit Helen McGhee verheiratet, mit der er drei mittlerweile erwachsene Kinder hat.

## Orden und Auszeichnungen
Johnnie Wilson erhielt im Lauf seiner militärischen Laufbahn unter anderem folgende Auszeichnungen:
- Army Distinguished Service Medal (2 x)
- Legion of Merit (2 x)
- Bronze Star Medal (3 x)
- Meritorious Service Medal
- Army Commendation Medal
- Good Conduct Medal
- Special Forces Tab